# Sagoförtäljerskan
Sagoförtäljerskan är en dikt av Gustaf Fröding. Ingår i diktsamlingen Stänk och flikar, utgiven 1896. Dikten är en hyllning till systern Cecilia, som betydde mycket för honom. Diktens början är:
Och minns du Ali Baba

och minns du vår gröna

syrengrotta, lummig och sval,

.....